# Bristol Aeroplane Company

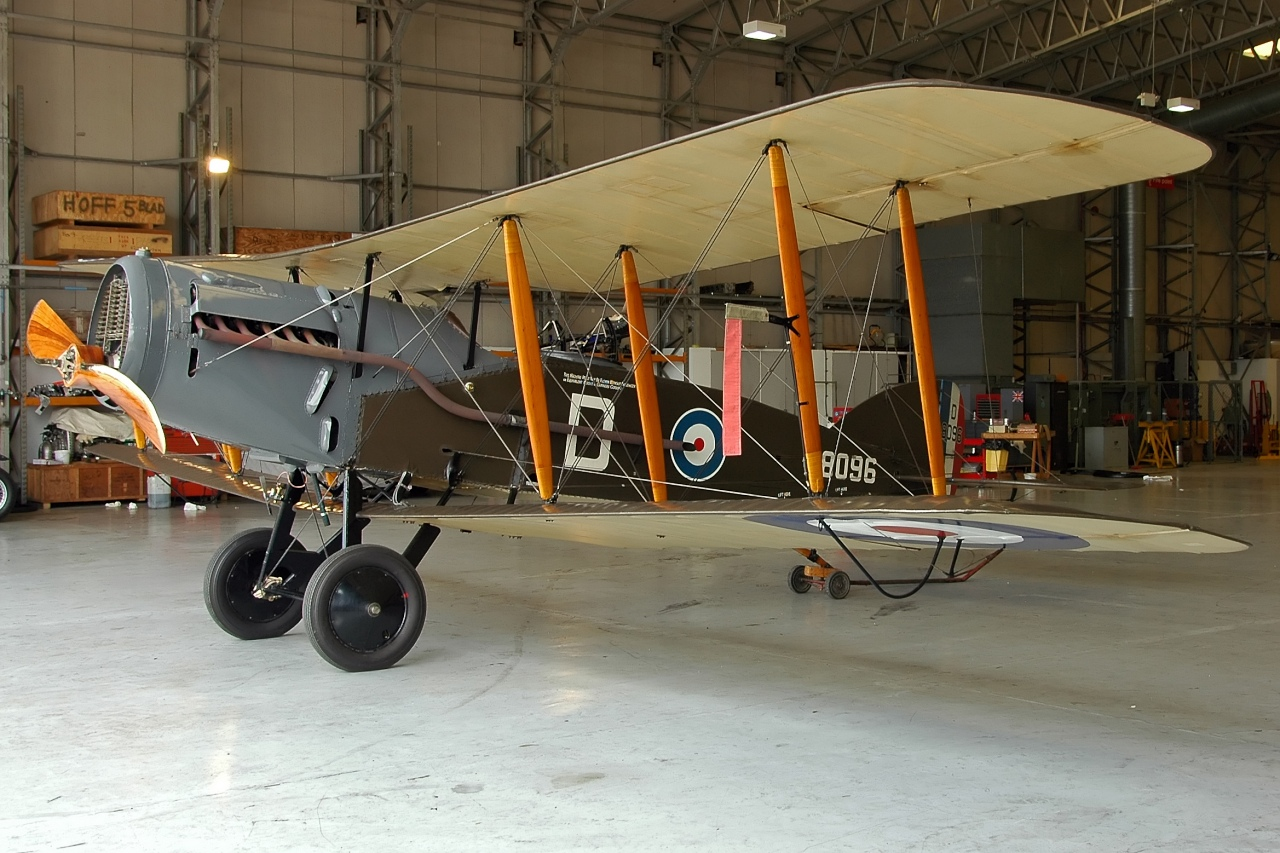
Bristol F.2B Fighter

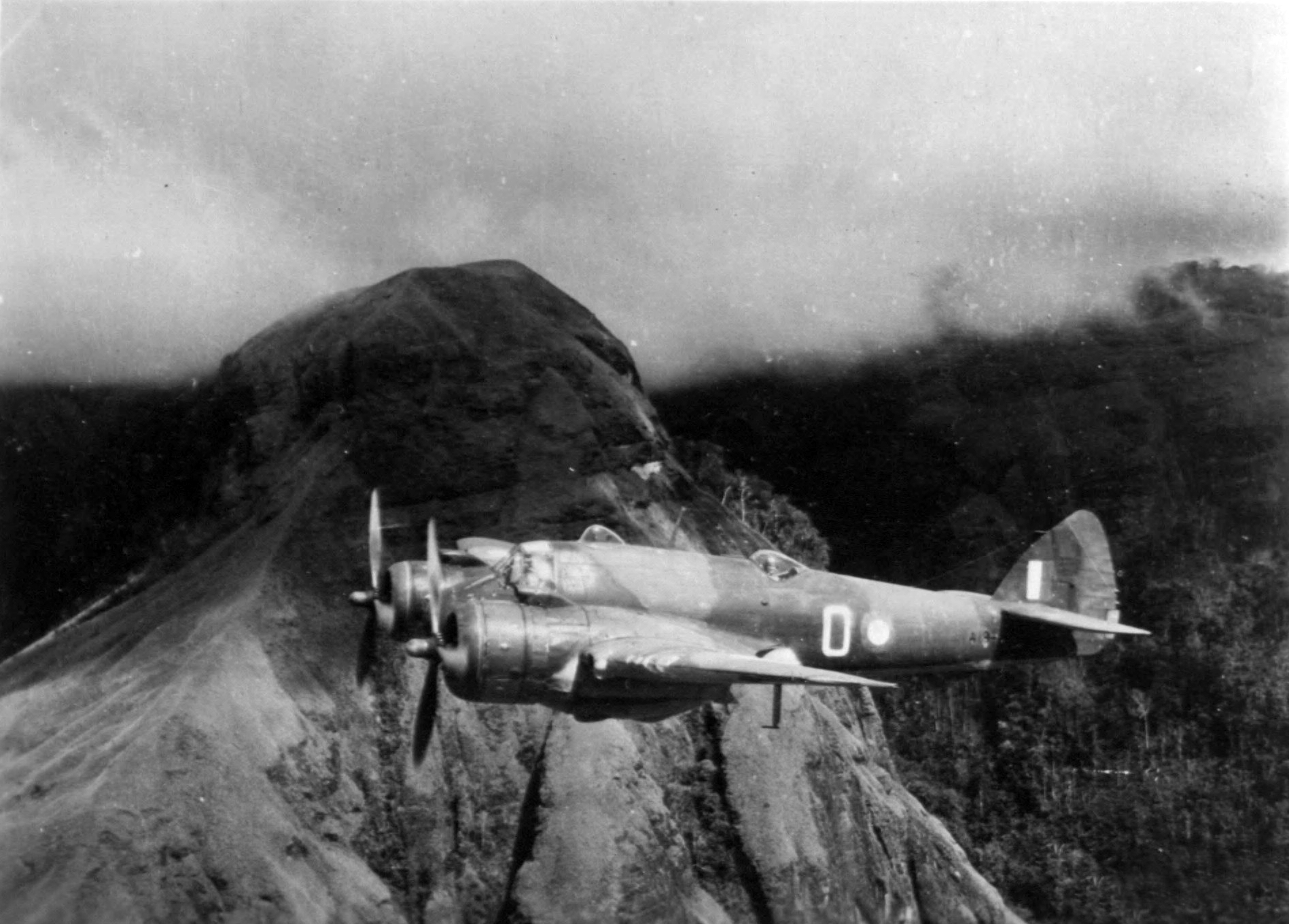
Bristol Beaufighter z 30. squadrony RAAF nad Novou Guineou

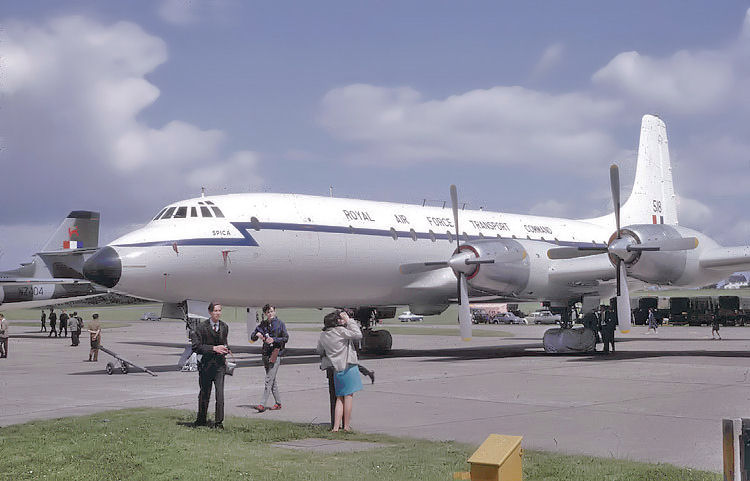
Bristol Britannia RAF v roce 1964

Bristol Aeroplane Company (nejprve British and Colonial Aeroplane Company) byl britský letecký výrobce.

## Historie
British and Colonial Aeroplane Company, Limited byla založena v roce 1910 ve Filtonu u Bristolu. Během první světové války vyráběla úspěšné dvoumístné stíhací dvouplošníky Bristol F.2 Fighter.
V roce 1920 byla společnost přejmenována na Bristol Aeroplane Company, Limited. Ve stejné době koupila krachujícího výrobce leteckých motorů Cosmos Engineering Company, také z Bristolu, a vytvořila z něj základ své vlastní výroby leteckých motorů Bristol Engine Company. Nejdůležitějším typem letounu vyráběným v meziválečném období byl stíhací dvouplošník Bristol Bulldog.
V druhé polovině 30. let Bristol dodával RAF moderní dvoumotorové lehké bombardéry Blenheim. Z jeho konstrukce pak vycházel během druhé světové války vyráběný, těžký, dvoumotorový, víceúčelový letoun Bristol Beaufighter.
Po válce se nejúspěšnějším typem letounu zkonstruovaným Bristolem stal čtyřmotorový, turbovrtulový dopravní letoun Bristol Britannia.
Po roce 1945 se Bristol věnoval i výrobě vrtulníků ve své divizi ve Weston-super-Mare, kterou nakonec v roce 1960 převzala Westland Aircraft. Jiným poválečným projektem firmy Bristol byla výroba automobilů v dceřiné společnosti Bristol Cars, která se v roce 1960 osamostatnila a dnes vyrábí luxusní automobily.
V roce 1959 byl Bristol přinucen vládou se spojit se společnostmi English Electric, Hunting Aircraft a Vickers-Armstrongs a vytvořit tak British Aircraft Corporation (BAC). Ta byla v roce 1977 znárodněna a společně se Scottish Aviation a Hawker Siddeley zformovala British Aerospace (BAe). Z BAe se později stala BAE Systems.
Divize zabývající se výrobou leteckých motorů, Bristol Engine Company, se v roce 1956 přejmenovala na Bristol Aero Engines, o dva roky později se spojila s Armstrong Siddeley a vytvořily Bristol Siddeley. V roce 1966 byl Bristol Siddeley koupen firmou Rolls-Royce Limited, která pokračuje ve výrobě leteckých motorů dodnes pod názvem Rolls-Royce plc.

## Výrobky

### Letouny

#### Před první světovou válkou

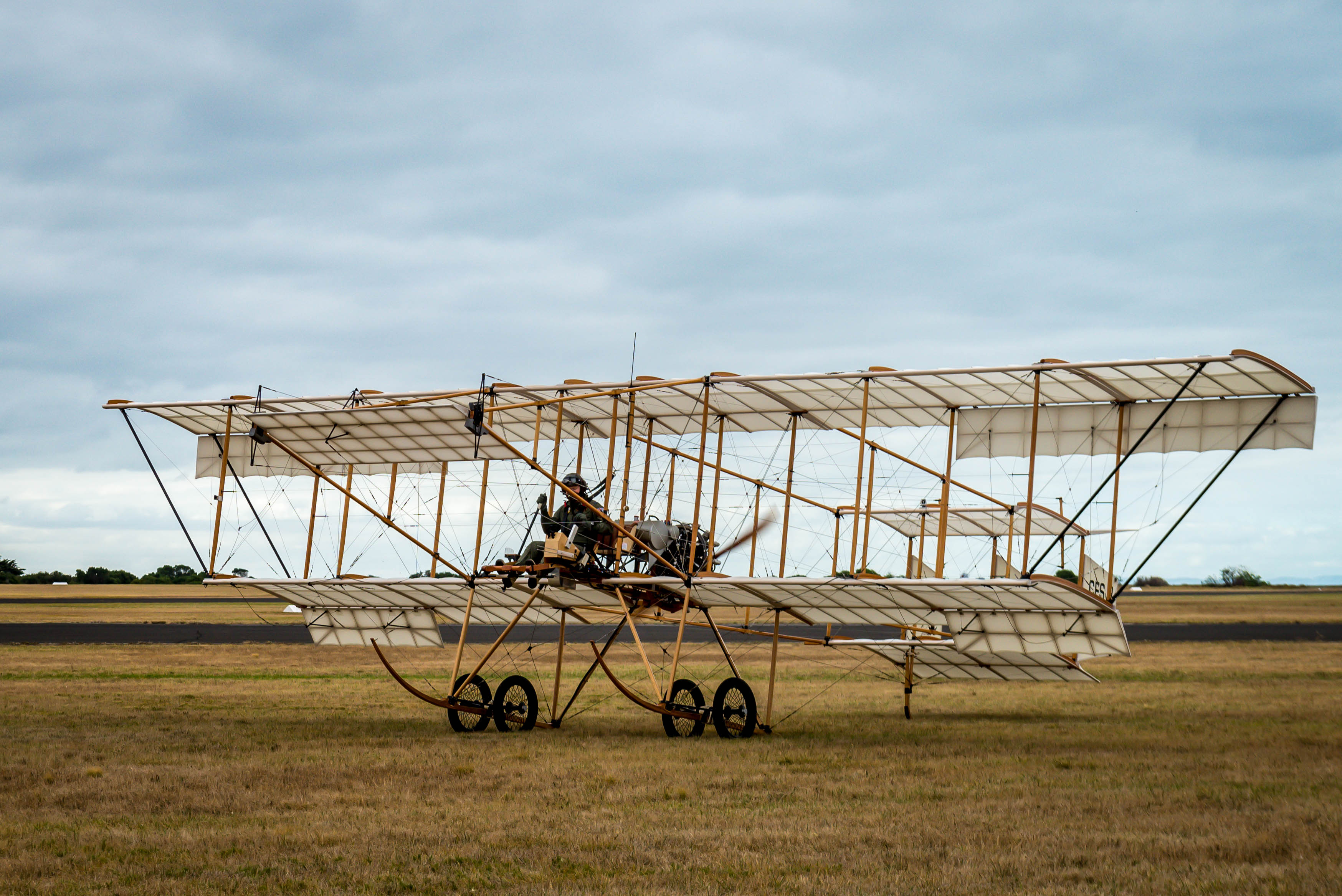
Replika letounu Bristol Boxkite

- Boxkite
- Biplane Type 'T'
- Bristol-Prier Monoplanes
- Bristol-Coanda Monoplanes
- Gordon England Biplanes
- Bristol-Coanda Biplanes
  - Bristol TB.8

#### První světová válka
- Typy 1-5, 18 a 21 Scout
- Typ 6 T.T.A.

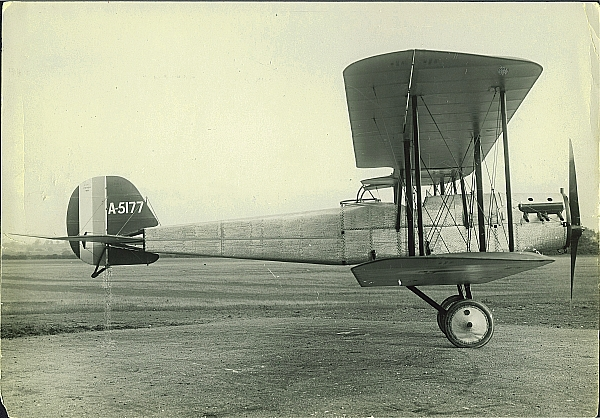
Bristol M.R.1 (A5177), 1917

- Typy 10, 11, 20 a 77 M.1 Monoplane Scout
- Typy 12, 14-17 a 22 F.2 Fighter
- Typ 13 M.R.1

#### Meziválečné období
- Typ 23 Badger
- Typy 24 a 25 Braemar
- Typ 26 Pullman
- Typy 27-29, 47 a 48 Tourer
- Typy 30 a 46 Babe

- Typ 32 Bullet
- Typ 36 Seely
- Typ 37 Tramp
- Typy 52 a 53 Bullfinch
- Typy 62 a 75 Ten-Seater
- Typ 72 Racer
- Typ 76 Jupiter Fighter

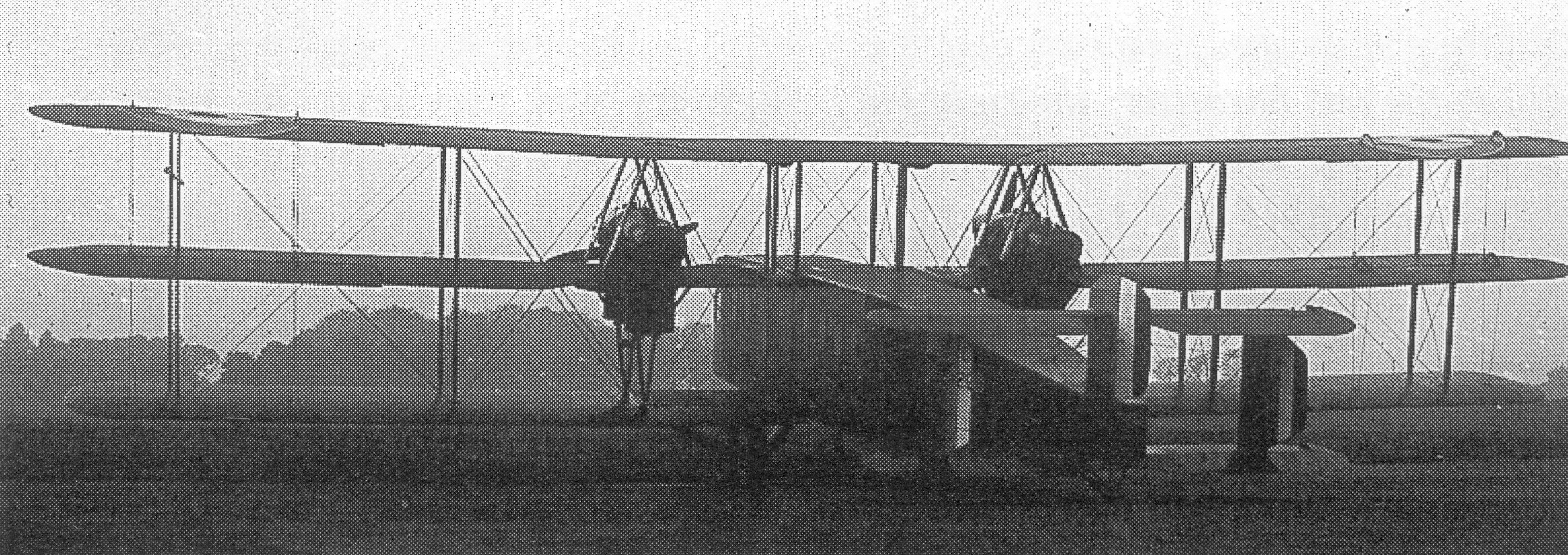
Bristol Pullman (C4298), 1920

- Typ 73 Taxiplane a Typ 83 Primary Trainer

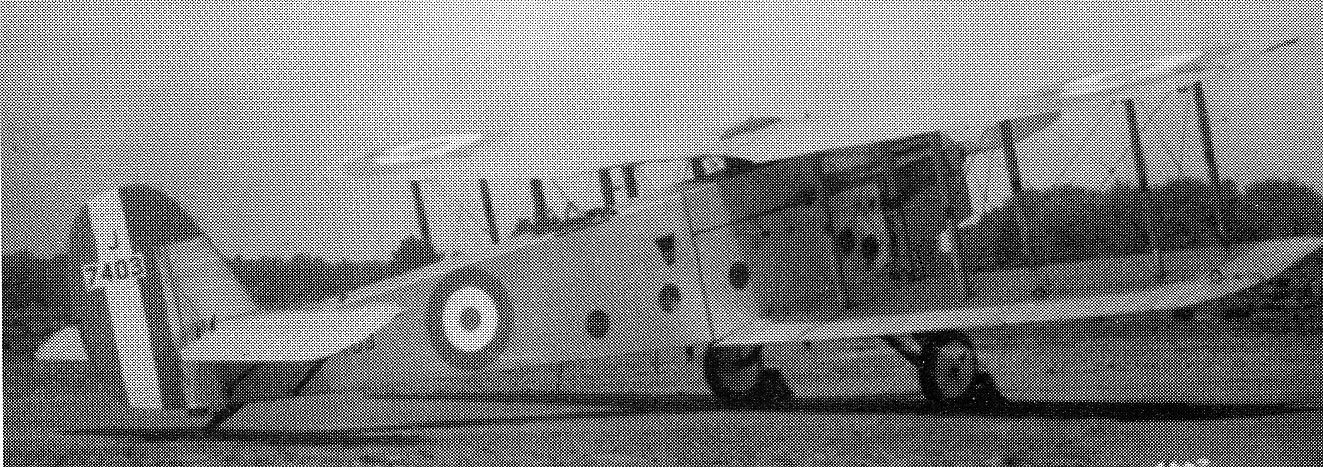
Bristol Berkeley (J7403), 1925

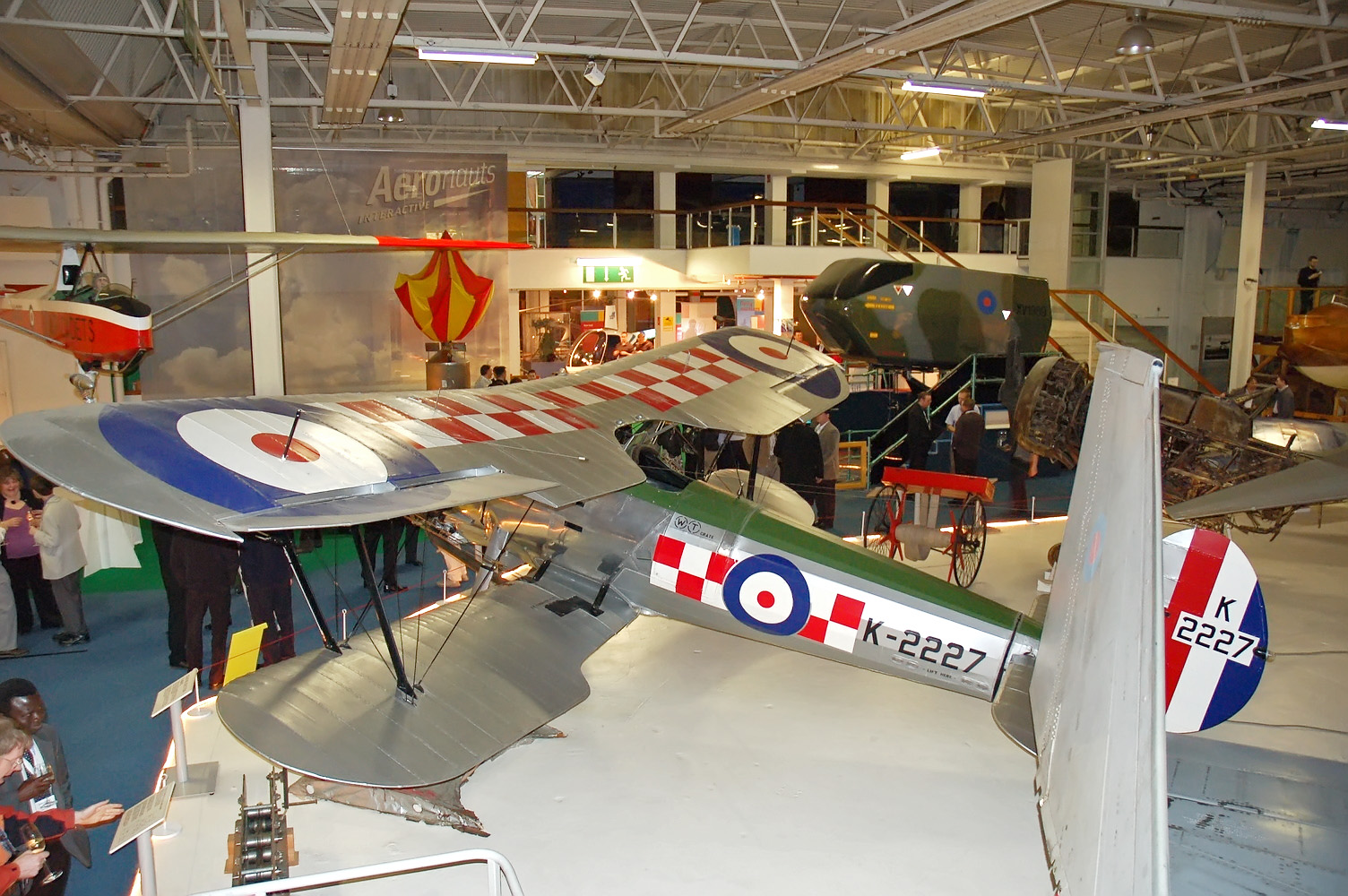
Bristol Bulldog (K2227)

- Typ 84 Bloodhound
- Typ 90 Berkeley

- Typ 91 Brownie
- Typ 92
- Typy 93 Boarhound a 93A Beaver
- Typ 95 Bagshot
- Typ 99 Badminton
- Typ 101
- Typ 105 Bulldog
- Typ 107 Bullpup
- Typ 109

- Typ 110A
- Typ 120
- Typy 123 a 133
- Typ 130 Bombay
- Typ 138
- Typ 143 'Britain First'
- Typy 146, 147 a 148

#### Druhá světová válka

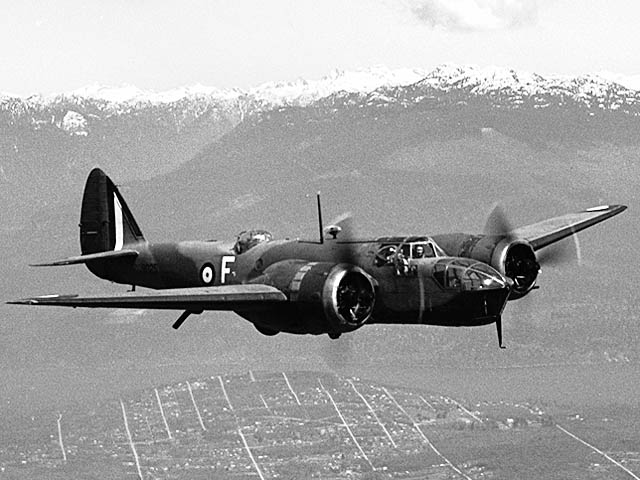
Bristol Type 142M Bolingbroke

- Typy 142M, 149 a 160 Blenheim
- Typ 149 Bolingbroke
- Typ 152 Beaufort
- Typ 156 Beaufighter
- Typ 163 Buckingham
- Typ 164 Brigand
- Typ 166 Buckmaster

#### Poválečné období
- Typ 167 Brabazon
- Typ 170 Freighter a Wayfarer
- Bristol Superfreighter
- Typ 175 Britannia
- Typ 188
- Bristol 223

### Vrtulníky

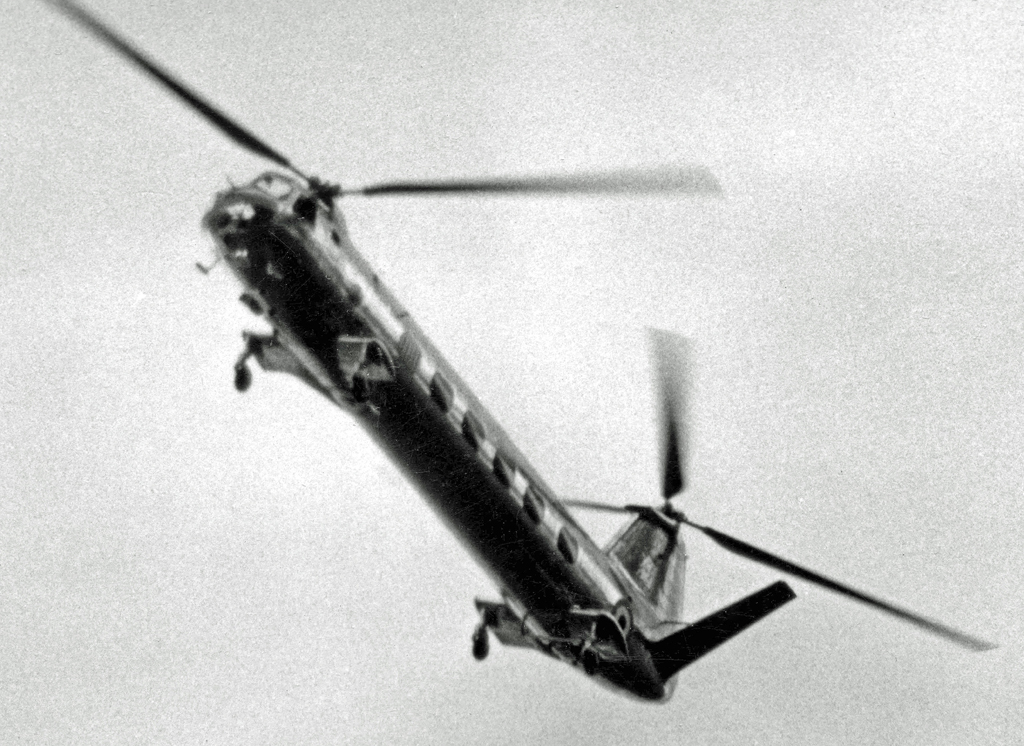
Bristol 173 (XH379), 11. září 1954

- Bristol Type 171 Sycamore
- Bristol Type 173
- Bristol Type 192 Belvedere

### Motory

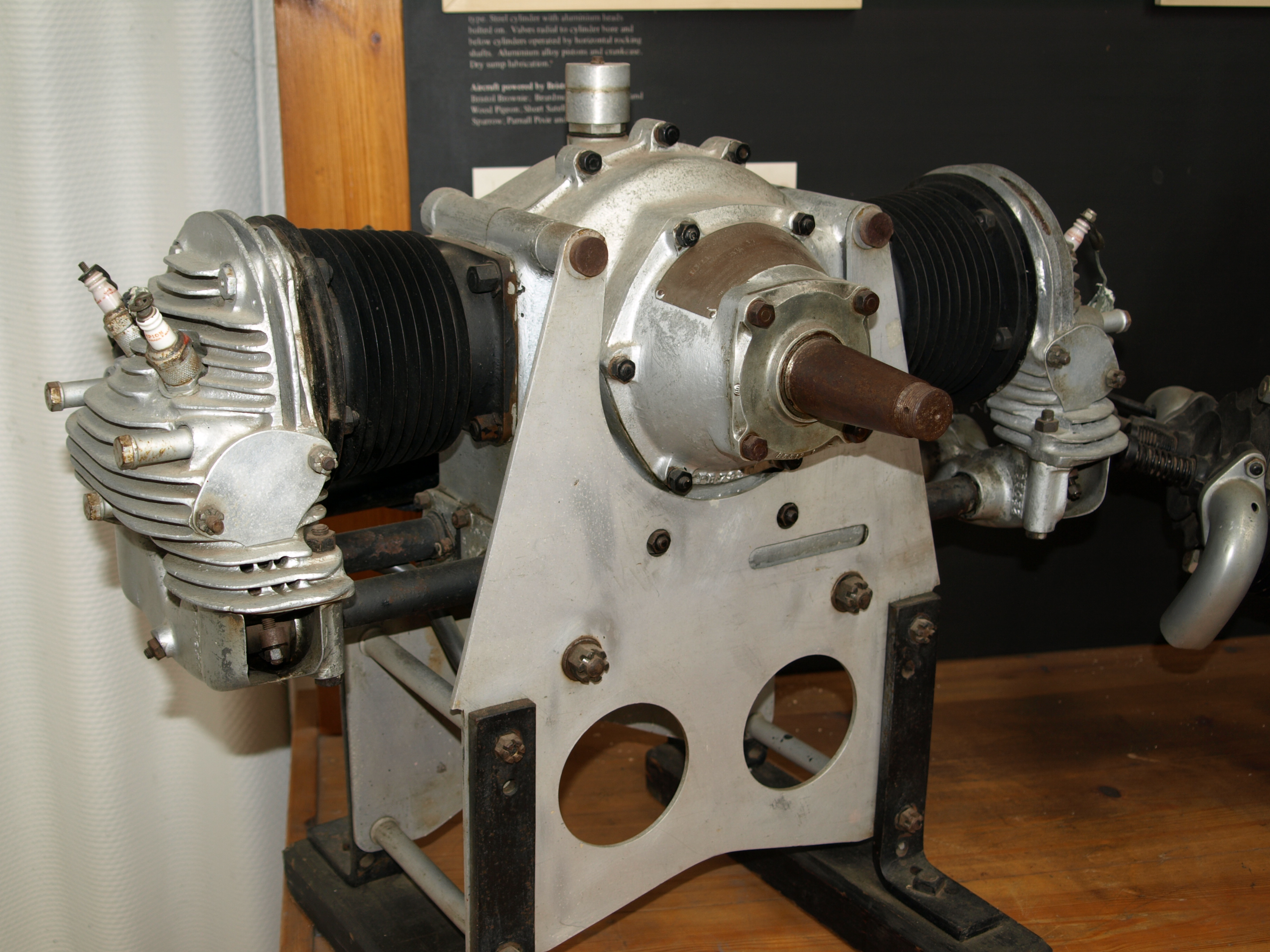
Bristol Cherub

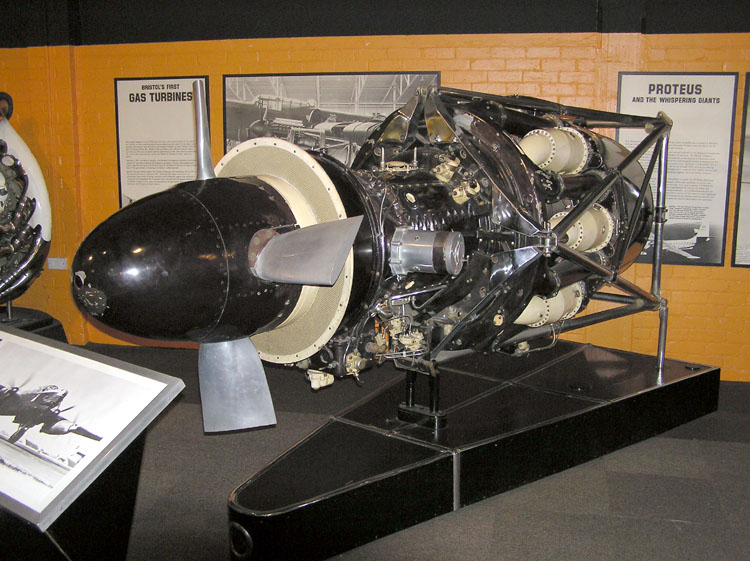
Bristol Theseus

- Cherub
- Lucifer
- Jupiter
- Titan

- Mercury
- Pegasus
- Phoenix
- Hydra

- Perseus
- Aquila
- Taurus
- Hercules
- Centaurus

- Theseus
- Proteus
- Olympus
- Orpheus
- Orion
- Pegasus

- BRJ.801
- Thor
- Odin